# Makrokylindrus acanthodes
Makrokylindrus acanthodes är en kräftdjursart som först beskrevs av Stebbing 1912.  Makrokylindrus acanthodes ingår i släktet Makrokylindrus och familjen Diastylidae. Inga underarter finns listade i Catalogue of Life.